# Коммунистическая партия Филиппин (1968)
Коммунистическая партия Филиппин, КПФ (таг. Partido Komunista ng Pilipinas) — маоистская партия на Филиппинах.

## Создание и первые годы
Партия была образована в отдаленном барангае Дулакак на границе Алминоса, Бани и Мобини в провинции Пангасинан на учредительном съезде 26 декабря 1968 года после раскола в Коммунистической партии Филиппин. Основателем партии и её лидером вплоть до своей смерти являлся Хосе Мария Сисон (также известеный под псевдонимами Армандо Ливанаг и Амадо Герреро).
На учредительном съезде, именуемом в самой компартии «восстановительным», были приняты некоторые основные документы, такие как «Исправление ошибок и восстановление партии», новый партийный устав и «Программа народно-демократической революции». В своей «Истории Коммунистической партии Филиппин» Х. М. Сисон писал:

«КПФ, исходя из полуколониального и полуфеодального характера филиппинского общества, твердо выдвинула генеральную линию национал-демократической революции против американского империализма, феодализма и бюрократического капитализма».
Возникновение партии и первые годы её развития приходятся на последние годы демократического правления Фердинадо Маркоса. В эти годы росло забастовочное и студенческое движение, активно действовали националистические движения. В марте 1969 года при компартии было создано собственное военное крыло — Новая народная армия. КПФ придерживается маоистской идеологии и посредством Новой Народной армии ведет так называемую «затяжную народную войну». Хосе Мария Сисон писал:

«В проведении революционной борьбы в деревне партия соединила вооруженную борьбу, земельную реформу и строительство массовой опоры. Партия всегда отрицала все формы мышления и деятельности, которые отделяли вооруженную борьбу от всесторонней мобилизации народа».

## Раскол 1992 года
В течение 1980-х годов внутри партии шли дискуссии по вопросам соотношения массовой и вооруженной борьбы. К концу 1980-х годов в партии возникла большая группа, выступавшая, в частности, за пересмотр анализа филиппинского общества, и ставившая другие политические и идеологические вопросы. Одним из элементов критики руководства был вопрос о внутрипартийной демократии. В 1991 году лидер КПФ Сисон опубликовал текст «Вновь подтверждая наши основные принципы и исправляя ошибки», призывавший вернуться на классические маоистские позиции. Часть организации не признала этого текста и была исключена. Вышедшие из состава КПФ организации (в регионах Манила — Рисаль, Висайяс и Минданао) стали основой для формирования Революционной рабочей партии Филиппин и Революционной рабочей партии Минданао, поддерживающих отношения с Четвертым (троцкистским) интернационалом.

## Прокламация об амнистии
5 сентября 2007 года президент Филиппин Глория Арройо подписала Прокламацию об амнистии 1377 членов Коммунистической партии Филиппин и её вооруженного крыла Новой народной армии, других коммунистических повстанческих групп и их головной организации Национального демократического фронта. Амнистия охватывает восстания и другие нарушения закона, «как средства достижения политических убеждений». Однако под амнистию не попадают такие преступления, как изнасилования, пытки, похищение людей с целью получения выкупа, незаконный оборот наркотиков и другие преступления и нарушения международного права, «даже если, предположительно, они были совершены для достижения политических убеждений». Прокламация вступает в силу только после утверждения её Конгрессом.

## Организация
Участвует в работе Международных конференций марксистско-ленинских партий и организаций. Организация возглавляет широкий фронт революционных организаций — Национальный демократический фронт.

## Позиция Государственного департамента США
Государственный департамент США причисляет Коммунистическую партию Филиппин / Новую народную армию к числу террористических организаций.